# Elke Austenat

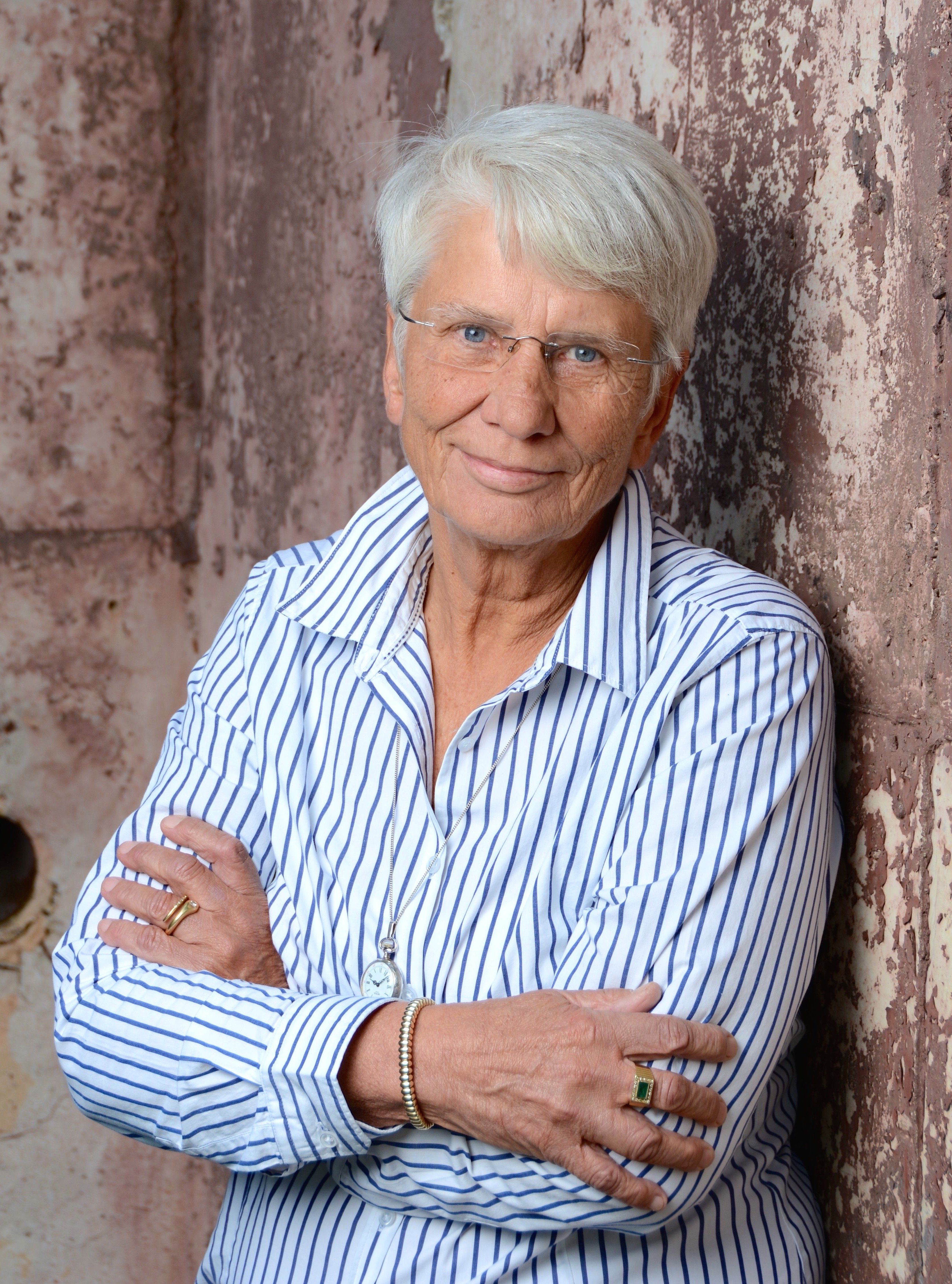
Elke Austenat (2014)

Elke Austenat (* 23. März 1945 in Halle/Saale) ist eine deutsche Ärztin und Autorin.

## Leben
Austenat besuchte die Kinder- und Jugendsportschule (KJS) und die Kant-Oberschule in Berlin-Lichtenberg. Nach dem Abitur 1963 folgte die Ausbildung zur Krankenschwester. 1966 bis 1972 studierte sie an der Humboldt-Universität zu Berlin Humanmedizin. 1972 wurde sie zum Dr. med. promoviert. Von 1972 bis 1980 arbeitete sie an der Klinik für Diabetes und Stoffwechselkrankheiten des Städtischen Krankenhauses Berlin-Kaulsdorf. 1977 erlangte Austenat die Anerkennung als Facharzt für Innere Medizin. 1979 die Anerkennung Subspezialisierung Diabetes. 1979 bis 1980 arbeitete sie als stellvertretende Chefärztin an der Klinik und war Ärztliche Leiterin des EDTA-registrierten Peritonealdialyse-Zentrums von Ost-Berlin.
1980 bis 1982 war Austenat in politischer Haft in der Untersuchungshaftanstalt des Ministeriums für Staatssicherheit in Berlin-Pankow sowie in der Strafvollzugsanstalt Hoheneck (Stollberg/Erzgebirge). 1982 erfolgte der Freikauf durch die Bundesrepublik Deutschland mit anschließender Übersiedlung nach West-Berlin. 1982 und erneut nach der Wiedervereinigung 1990 wurde sie als politisch Verfolgte des DDR-Regimes anerkannt.
1984 bis 2007 war sie niedergelassene Internistin in West-Berlin. 1985 eröffnete und leitete sie bis 2007 eine Schwerpunktpraxis für Diabetes am Platz der Luftbrücke und in der Marburger Straße. 1994 erfolgte die Betriebsübernahme des landeseigenen (Land Berlin) Ostberliner Institutes für Diabetes und Stoffwechselkrankheiten. Die Standortverlagerung an den Platz der Luftbrücke führte zu einer jahrelangen Auseinandersetzung mit der Kassenärztlichen Vereinigung. Diese konnte sich Ende 2006 mit ihrer Auffassung durchsetzen, dass die Voraussetzungen für die Abrechnung von Behandlungen mit den gesetzlichen Krankenkassen entfallen waren. Die Praxis musste schließen und Austenat gab ihre Zulassung auf.
Von 2007 bis 2013 lebte Austenat in Frankreich, England und Österreich. Seit 2014 ist sie wieder in Berlin beheimatet.
Von 1994 bis 2006 war Austenat Chefredakteurin und Herausgeberin des Magazins Diabetes heute. Von 2001 bis 2006 arbeitete Günter Schabowski als stellvertretender Chefredakteur für Austenat.
Austenat ist Unterzeichnerin der Gemeinsamen Erklärung 2018. Diese Petition richtete sich gegen die von den Unterzeichnern angenommene „Beschädigung Deutschlands“ durch eine „illegale Masseneinwanderung“.
Austenat ist die Nichte des ehemaligen Ost-Berliner Oberbürgermeisters Herbert Fechner und die Schwester des Leibarztes von Willi Stoph.

## Auszeichnungen
- 1972: Johann-Gottlieb-Fichte-Preis der Humboldt-Universität zu Berlin

## Verbreitung von Falschinformationen zu Corona
Ab dem Sommer 2021 wollte Austenat mittels einer Befragung und von den Teilnehmern hochgeladenen Antikörpernachweisen belegen, dass die Bevölkerungsmehrheit bereits unbemerkt durchseucht und damit immun gegen Covid-19 sei sowie Impfungen gegen das Virus deshalb unnötig seien. Auf ihrer Website stellte sie eine Musterbescheinigung für Personen mit positivem Antikörpertestergebnis zur Verfügung in der es u. a. heißt: „Eine Impfung oder Wiederholungsimpfung gegen Covid-19 wird als nicht geboten attestiert“. Mit dieser Vorlage sollten Apotheken dazu gebracht werden, widerrechtlich Genesenenzertifikate auszustellen. In der Folge schaltete das bayerische Gesundheitsministerium die Strafverfolgungsbehörden ein. 2023 verbreitete sie Falschinformationen zum Nutzen von Impfungen.

## Werke (Auswahl)

### Bücher
- E. Austenat: Die Schuldfrage dringend klären!,  2018, ISBN 978-3-946081-20-3.
- E. Austenat: Normal leben mit Diabetes – Insulinpumpen, savoir diabète SARL, 2009, ISBN 978-2-9534414-0-6
- E. Austenat: Das Diabetes-Komplott, ABW. Wissenschaftsverlag, 2004, ISBN 3-936072-32-9 (10), ISBN 978-3-936072-32-7 (13)
- E. Austenat (Hrsg.): Das Insulinpumpenbuch – Physiologische Insulinzufuhr, Blackwell Wissenschaft, Berlin 1998, ISBN 3-89412-340-0
- E. Austenat, G. Williams, J. C. Pickup: Praxisbuch Diabetes mellitus, Blackwell Wissenschaft, Berlin, 1993, ISBN 3-89412-121-1
- E. Austenat, T. Stahl: Insulinpumpentherapie, Walter de Gruyter Berlin – New York, 1989, ISBN 3-11-011889-0
- E. Austenat, M. Reinhold: Stoffwechseleinstellungen bei Diabetes mellitus unter Nachtklinikbedingungen. In: Verhaltensmedizin und Diabetes mellitus (Hrsg. F. Strian, R. Hölzl und M. Haslbeck), Springer Berlin – New York, 1988, ISBN 978-3-642-72679-8 (Print), ISBN 978-3-642-72678-1 (Online)
- E. Austenat, W. Schräder: Die ambulante Behandlung des Diabetes mellitus – Auswertung von Routinedaten der Gesetzlichen Krankenkassen, IGES Berlin, 1985, ISBN 3-7983-1107-2

### Autobiographisch
- Elke Austenat: Liegestütze für die Freiheit. S. 102–107 in: Florian Bickmeyer, Jochen Brenner, Stefan Kruecken: Nur raus hier! 18 Geschichten von der Flucht aus der DDR, 18 Geschichten gegen das Vergessen. Hrsg. und Fotografien: Andree Kaiser. 213 S., Hollenstedt 2014, ISBN 978-3-940138-76-7

## Belege
1. ↑  Berlin: Diabetes-Center schließt nach Streit um Abrechnungen. In: Der Tagesspiegel Online. ISSN 1865-2263 (tagesspiegel.de [abgerufen am 29. Februar 2024]).
2. ↑  Aufrufe und Appelle | Dokumentieren gegen Rechts. Abgerufen am 3. Mai 2021 (deutsch).
3. ↑  Artikel auf Apotheke Adhoc 8. Januar 2022, abgerufen am 26. Februar 2023.
4. ↑  Faktencheck: Neue Corona-Booster, neue Fake News. Deutsche Welle, 2023, abgerufen am 29. Februar 2024.

| Personendaten    | Personendaten               |
| ---------------- | --------------------------- |
| NAME             | Austenat, Elke              |
| KURZBESCHREIBUNG | deutsche Ärztin und Autorin |
| GEBURTSDATUM     | 23. März 1945               |
| GEBURTSORT       | Halle (Saale)               |